# Headington

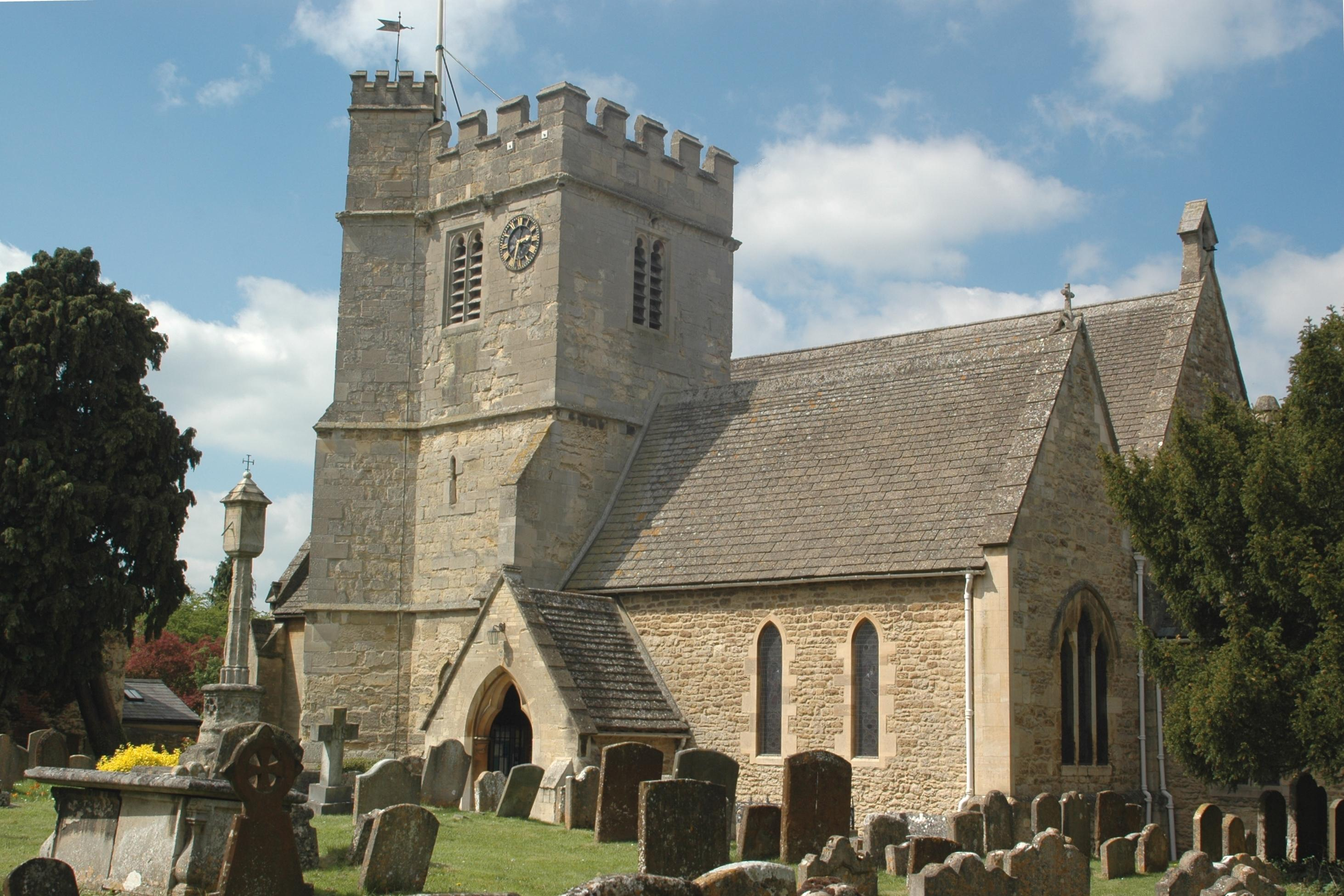
L'église St Andrews de Headington.

Headington est une banlieue de l'est d'Oxford, en Angleterre.

## Personnalités liées à Headington
- Rosamond Davenport Hill, réformatrice sociale, y meurt en 1902
- C. S. Lewis, médiéviste et auteur du Monde de Narnia vit à Headington de 1921 à 1930.
- J. R. R. Tolkien, auteur du Seigneur des anneaux vit à Headington de 1953 à 1968.
- Alice Bruce, vice-principale de Somerville College, y meurt en 1951.

## Galerie

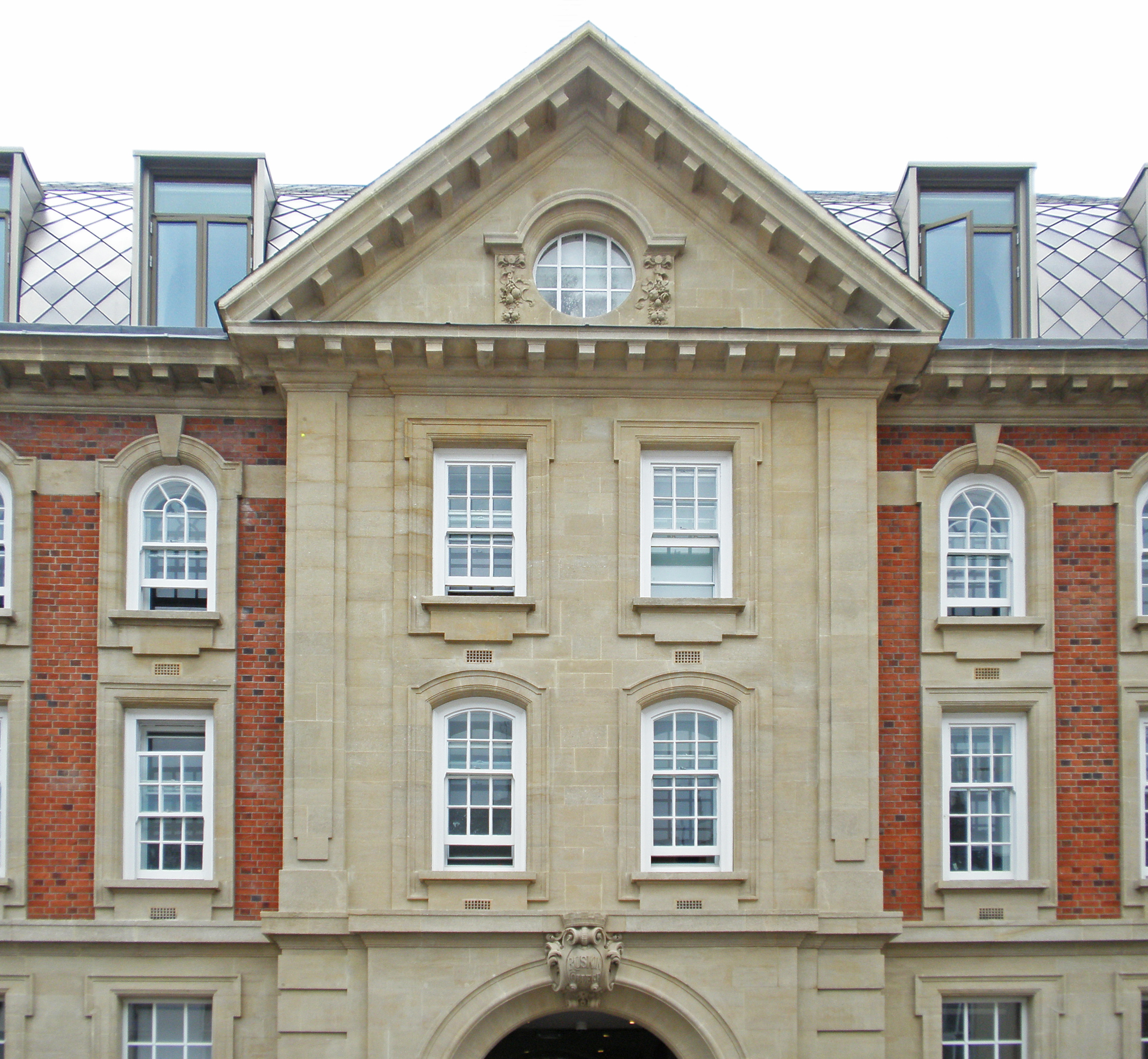
Ruskin College
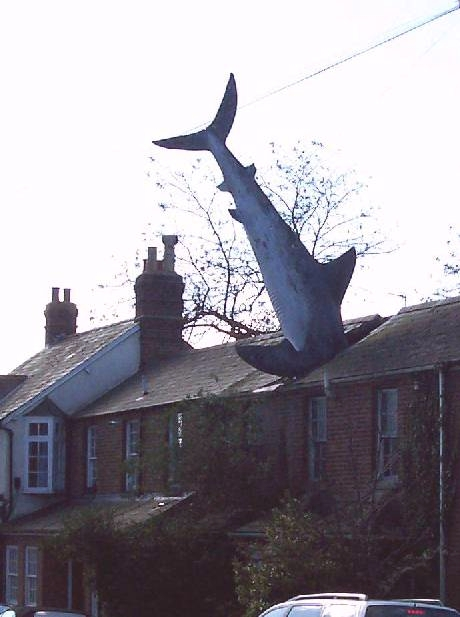
Requin d'Oxford
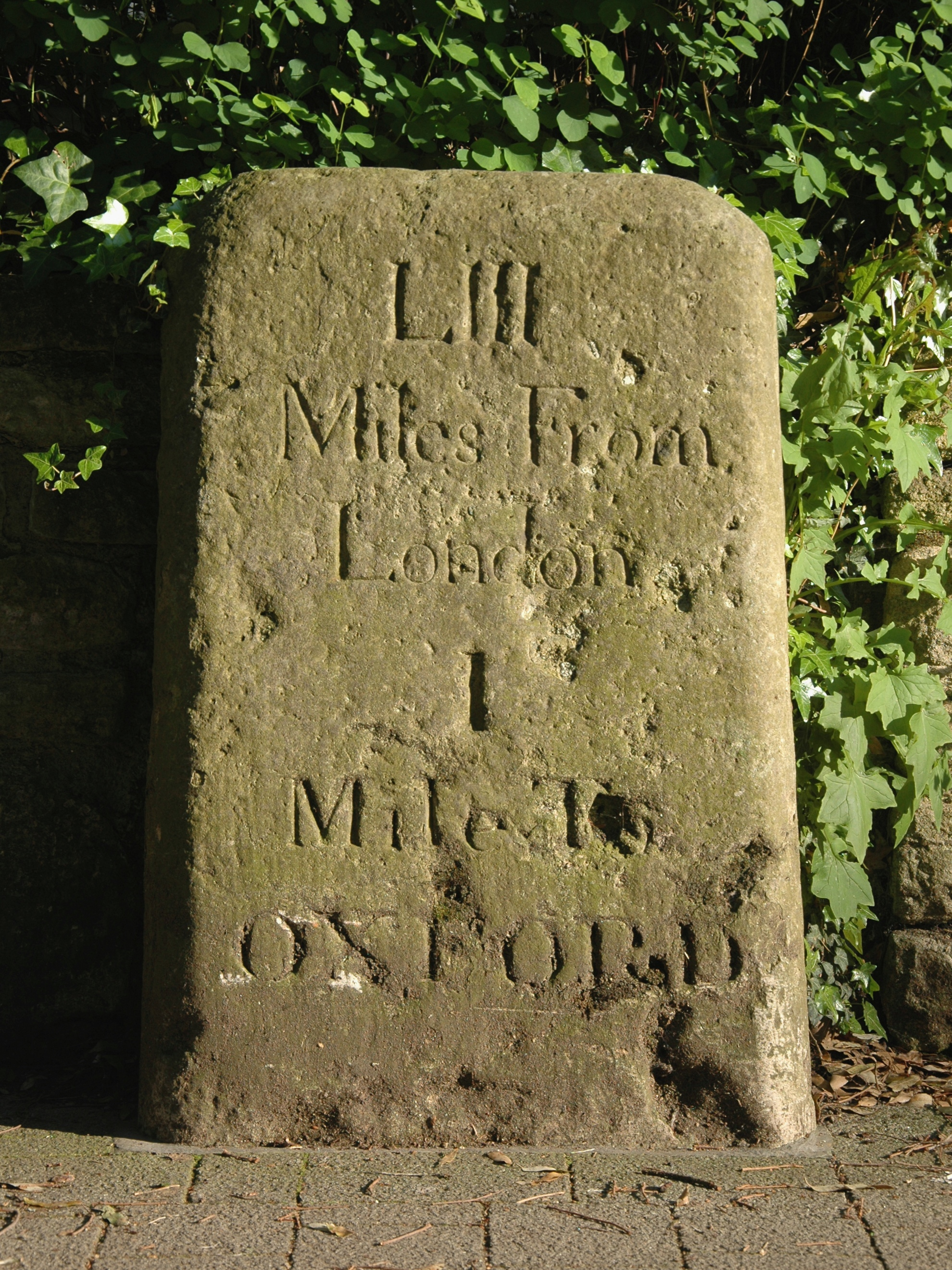
Borne sur Headington Road